# Cubanichthys
Cubanichthys är ett släkte av fiskar. Cubanichthys ingår i familjen Cyprinodontidae.
Kladogram enligt Catalogue of Life:
| Cubanichthys | \| \| Cubanichthys cubensis \| \| \| \| \| \| Cubanichthys pengelleyi \| \| \| \| |
|              | \| \| Cubanichthys cubensis \| \| \| \| \| \| Cubanichthys pengelleyi \| \| \| \| |
|              | Aphanius                                                                          |
|              |                                                                                   |
|              | Cualac                                                                            |
|              |                                                                                   |
|              | Cyprinodon                                                                        |
|              |                                                                                   |
|              | Floridichthys                                                                     |
|              |                                                                                   |
|              | Garmanella                                                                        |
|              |                                                                                   |
|              | Jordanella                                                                        |
|              |                                                                                   |
|              | Megupsilon                                                                        |
|              |                                                                                   |
|              | Orestias                                                                          |
|              |                                                                                   |
|              | Cubanichthys cubensis                                                             |
|              |                                                                                   |
|              | Cubanichthys pengelleyi                                                           |
|              |                                                                                   |

|  | Cubanichthys cubensis   |
|  |                         |
|  | Cubanichthys pengelleyi |
|  |                         |